# 天囷增十九
波江座5，又名BD-03 475，HD 18633、SAO 130228、HR 899，是波江座的一颗恒星，视星等为5.56，位于銀經179.67，銀緯-50.64，其B1900.0坐标为赤經2h 54m 38.2s，赤緯-2° -50.64′ 47″。